# Elephants (canción de Our Last Night)
«Elephants» es una canción de la banda estadounidense Our Last Night. Fue lanzado el 23 de marzo de 2010 como primer sencillo de su segundo álbum de estudio, We Will All Evolve.

## Vídeo musical
El vídeo fue lanzado en el canal de Epitaph Records el 26 de abril de 2010.

## Créditos

### Our Last Night
- Trevor Wentworth - Vocalista
- Matt Wentworh - Guitarra líder, vocalista
- Colin Perry - Guitarra rítmica
- Alex Woodrow - Bajo
- Tim Molloy - Batería

- Datos: Q47771077